# La Guitare (Gris)
Pour les articles homonymes, voir La Guitare.
La Guitare est un tableau réalisé par Juan Gris en mai 1913. Cette huile sur toile agrémentée de papiers collés est une nature morte cubiste représentant une guitare. Elle est conservée au musée national d'Art moderne, à Paris.

## Expositions
- Le Cubisme, Centre national d'art et de culture Georges-Pompidou, Paris, 2018-2019.